# Энтеббе
Энте́ббе — город в Уганде, речной порт. Служил резиденцией для временного правительства страны вплоть до обретения независимости в 1962 году. Здесь находится крупнейший в стране международный аэропорт.
Город расположен на северном берегу озера Виктория, в 37 километрах к юго-востоку от угандийской столицы Кампалы, с которой соединён автомобильной дорогой. Входит в округ Вакисо. Занимает площадь в 56,2 км², из которых около 20 км² приходятся на водные владения.
На языке луганда «энтеббе» значит: то место. Видимо, это связано с тем фактом, что здесь принимались судебные решения вождями Буганды. В 1893 году Энтеббе был использован британскими колонизаторами как административный и деловой центр.
В 1947 году был построен международный аэропорт. В 1976 году он стал ареной для известной контртеррористической операции, проведённой израильской армией против арабских захватчиков самолёта «Эр Франс».
Среди достопримечательностей Энтеббе можно назвать Национальный ботанический сад, основанный в 1898 году, Угандийский образовательный центр дикой природы (Uganda Wildlife Education Center), который также служит в качестве зоопарка, Угандийский институт вирусных исследований (Uganda Virus Research Institute), официальную резиденцию президента страны.

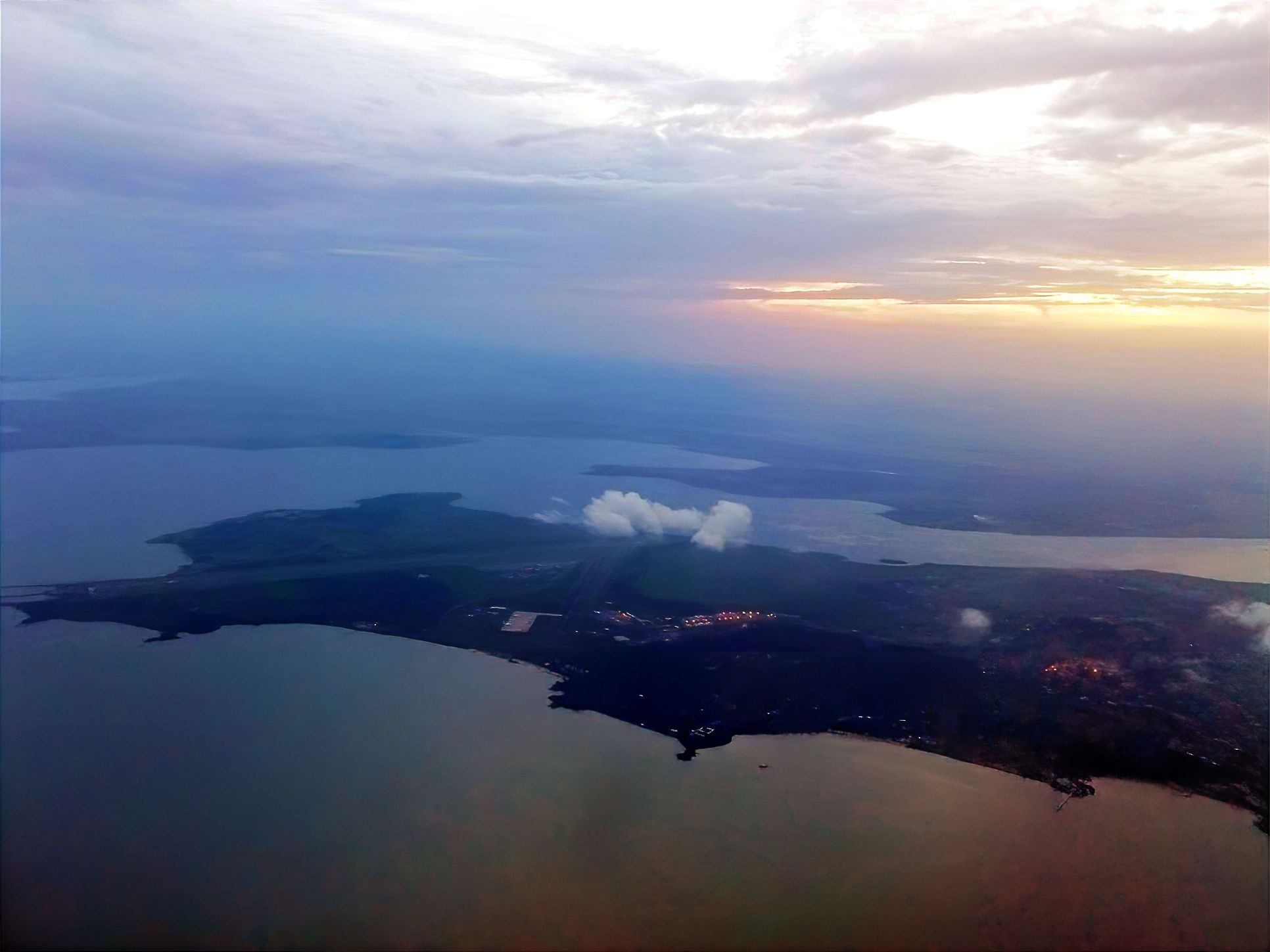
Вид на вечерний Энтеббе
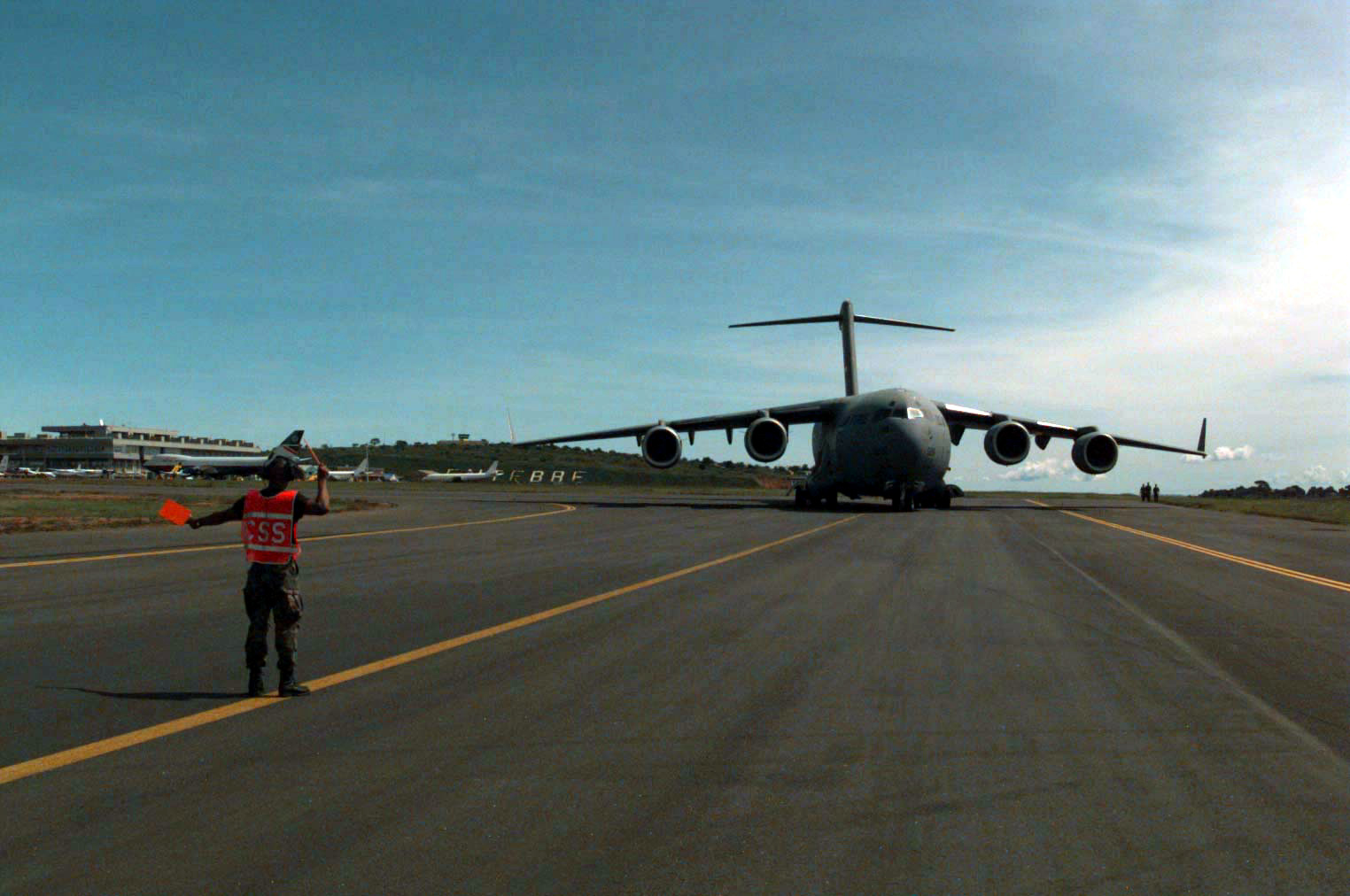
В международном аэропорту Энтеббе